# Diapria
Diapria is een geslacht van vliesvleugelige insecten uit de familie Diapriidae.

## Soorten
- D. bina Kieffer, 1911
- D. cava Notton, 1993
- D. clavata Herrich-Schäffer, 1838
- D. conica (Fabricius, 1775)
- D. filicornis Herrich-Schäffer, 1838
- D. foersteri Dalla Torre, 1898
- D. glabra Dufour, 1841
- D. luteipes Notton, 1993
- D. melanocorypha Ratzeburg, 1848
- D. nigricornis Thomson, 1859
- D. phorae Amerling, 1863
- D. solitaria (Hartig, 1834)
- D. transiens Priesner, 1953